# Det sønderjyske Politiadjudantur
Det sønderjyske Politiadjudantur blev oprettet i 1933. Adjudanturets opgave var at søge efterretninger i forbindelse med det tyske mindretal i Sønderjylland (Nordslesvig) og mindretallets  eventuelle samarbejde med den nazistiske regering i Tyskland om en grænseflytning og andet som kunne skade danske interesser.
Adjudanturen havde sæde hos politiet i Åbenrå, med reference til den danske rigspolitichef.
Fra oprettelsen af adjudanturen til besættelsen af Danmark den 9. april 1940 af den tyske værnemagt indsamlede adjudanturen oplysninger om mindretallet gennem dagspressen, referater fra møder samt meddelere og herefter analyseret.
Fra 1936 til 1938 var Troels Fink sekretær for politiadjudanturen og han var i samme periode engageret i De unges Grænseværn. Herigennem skabtes et fintmasket korps af meddelere.
Det sønderjyske Politiadjudantur forsatte sit virke indtil politiet blev taget af tyskerne den 19 september 1944.
Dele af arkivet blev anvendt i retsopgøret efter besættelsen mod det tyske mindretal . 
Efter 1945 forsatte politiadjudanturens arbejde under navnet politikommedanturen. Hovedsigtet med arbejdet blev nu overvågning af kommunister, især havnearbejderne i Esbjerg.